# As Blood Runs Black
As Blood Runs Black es una banda estadounidense de Deathcore y Metalcore proveniente de Los Ángeles, Estados Unidos formada en el 2003. Cuentan con tres álbumes de estudio: Allegiance, Instinct y Ground Zero.

## Historia
Sus influencias alcanzan desde el Death metal melódico hasta el Metalcore. Y la banda lanza Allegiance en 2006, durante el "The Summer Slaughter Tour" en el 2007, el baterista Lech fue echado debido a diferencias personales con los miembros de la banda. Ha sido reemplazado por Ryan Thomas, quien formaba anteriormente parte de la banda The Serpent Son. Actualmente, el baterista es, de nuevo, Lech.
En septiembre del 2008 hicieron una publicación que ya no contarían con los servicios del vocalista Chris Blair y el guitarrista Sal Rodan quien dejaron la banda en pleno tour con Terror, en 2010 fueron sustituidos por el vocalista Sonik Garcia y el guitarrista Dan Sugarman.
En febrero de 2011 se lanzó a la venta su nuevo disco Instinct.
El 27 de octubre del 2014, As Blood Runs Black lanza Ground Zero y publicación de un videoclip llamado Vision

### Discografía
| Fecha                 | Nombre      | Sello discográfico |
| --------------------- | ----------- | ------------------ |
| 6 de junio de 2006    | Allegiance  | Mediaskare Records |
| 15 de marzo de 2011   | Instinct    | Mediaskare Records |
| 27 de octubre de 2014 | Ground Zero | Standby Records    |

## Miembros de la banda
Miembros actuales
- Hector "Lech" De Santiago - Batería(2003–2007, 2009–presente)
- Nick Stewart - bajo (2005–presente)
- Greg Kirkpatrick - guitarra (2010–presente)
- Dan Sugarman - guitarra (2010–presente)
- Chris Bartholomew - vocal (2013–presente)

Miembros Antiguos
- Sonik Garcia - vocal (2010–2013)
- Voice Gajic - guitarra
- Travis - guitarra
- John Mishima - vocal
- Enrique Martin Jr. - vocal (2003–2004)
- Kyle Hasenstaab - bajo (2003–2005)
- Bijon Roybal - guitarra (2003–2005)
- Louie Ruvalcaba - vocal (2003–2005)
- Richard Reyes - vocal (2003–2005)
- Peke - bajo (2004)
- Chris Blair - vocal (2005–2008)
- Ernie Flores - guitarra (2005–2009)
- Salstopher Roldan Mendez - guitarra (2006–2008)
- Ryan Halpert - batería (2007–2009)
- Jonny McBee - vocal (2009)
- Ken Maxwell - vocal (2010)